# Hindenburg-Kaserne (Kassel)
Die Hindenburg-Kaserne (HBK) in Kassel wurde vor dem Zweiten Weltkrieg für die deutsche Wehrmacht gebaut und war dann wiederum von 1971 bis 1994 Standort eines Flugabwehrbataillons/Flugabwehrregiments der Bundeswehr.

## Geschichte
Wie die Lüttich- und Wittich-Kaserne wurde auch die Hindenburg-Kaserne nach 1935 im Rahmen eines großen Kasernen-Bauprogramms der Wehrmacht erbaut. Sie wurde nach dem ehemaligen Generalfeldmarschall und Reichspräsidenten Paul von Hindenburg benannt. Bis 1939 waren Teile des Infanterie-Regiments 15 dort einquartiert, nach Kriegsbeginn dann verschiedene Einheiten des Feldersatzwesens.
Die Kaserne erlitt im Zweiten Weltkrieg bei Bombenangriffen erhebliche Zerstörungen.
Nach dem Krieg zogen das Amts- und das Landgericht in die teilweise renovierten Kasernengebäude ein, später folgten ein Industriebetrieb und eine weitere Firma. Zwischen diesen zivilen Einrichtungen befanden sich noch brauchbare Hallen, die schon ab 1959 wieder militärische Verwendung fanden. Gegen Ende der 1960er Jahre wurde die HBK wieder für ihren ursprünglichen Zweck eingeplant. Amts- und Landgericht zogen aus. Das Ausbildungsbataillon 59 der Bundeswehr belegte die Kaserne. Es folgte ihre völlige Renovierung und Erweiterung. Das Ausbildungsbataillon wurde aufgelöst. Im Sommer 1971 wurde das Flugabwehrbataillon 2 vom Heeresflugplatz Fritzlar in die HBK nach Kassel verlegt. Mit der Umgliederung und Umrüstung des Flugabwehrbataillons zum Flugabwehrregiment 2 waren umfangreiche Neu- und Umbauten erforderlich. Mit den Jahren wurde die Kaserne Block für Block renoviert.
Am 24. September 1993 wurde das Flugabwehrregiment 2 außer Dienst gestellt, Ende März 1994 aufgelöst und abgewickelt. Die Kasernengebäude wurden abgerissen. Heute befindet sich auf dem ehemaligen Kasernengelände der Ortsteil „Marbachshöhe“, ein Wohn- und Dienstleistungszentrum.